# Magasugrás
A magasugrás atlétikai versenyszám, az ugrószámok egyike. A magasugrónak két állvány között elhelyezett léc felett kell átugrania anélkül, hogy a lécet leverné. A nekifutó legalább 15 m hosszú, az ugróléc pedig 3,09–4,52 m hosszú, tömege  2 kg. Az állványok magasságát úgy határozzák meg, hogy legalább 10 cm-rel magasabbak legyenek, mint az a maximális magasság, amire a  léc helyezhető a verseny közben. A leérkezőhely egy habszivacsdomb, amelynek a magassága 1,3 m, hossza 5 m, szélessége 3 m.

## Története
Az afrikai watusi fekete törzsek a magasugrást férfivá avatási szertartásként alkalmazták. A középkorból maradt ránk néhány feljegyzés és rajz, amely bizonyítja, hogy a magasugrást a katonai kiképzési gyakorlatokon kívül a szórakozásszerű vetélkedések során Európában is űzték. Az 1700-as években a gimnasztika mozgásanyagához tartozott.
Az első magasugró atlétikai rekordot 1861-ben jegyezték fel Nagy-Britanniában. A korai technikáról sajnos csak homályos emlékek maradtak fenn. Kezdetben a katonai akadályugrásnak megfelelően, a lécre merőlegesen futva, lábukat zsugorhelyzetbe felkapva ugrottak.
Később már a merőlegesnél kisebb szögű nekifutásból, ülőhelyzetben haladtak át a léc felett és a lendítő lábra érkeztek a homokba; ez volt a lépőtechnika. A láblendítés hatékonyságának növelésével az ugrók egyre jobban eldőltek a felugróláb irányába a léc felett, ezzel gazdaságosabbá tették az ugrást. A homokba lábváltással, az ugrólábra érkeztek. E technikával (ollózótechnika) az amerikai Sweney már 1895-ben 197 cm-t ugrott.
A férfiaknál 1896 óta, a nőknél 1928-tól olimpiai versenyszám.
1936-ban a berlini olimpián Kádárné Csák Ibolya aranyérmet szerzett magasugrásban, majd 1938-ban Európa-bajnokságot nyert.
Az 1968-as mexikói olimpián Dick Fosbury amerikai magasugró alkalmazta elsőként azt a ma már szinte általánosan használt technikát, amelynek során köríven futva közelítette meg a lécet, majd ugrás közben a hátára fordult. Ez az ún. Fosbury-stílus („Fosbury Flop”). Ezzel aranyérmet szerzett és 224 cm-es magassággal új olimpiai csúcsot állított fel.

## Hatása a nyelvre
A magasugrásnak több eleme is leszivárgott a köznyelvbe. Ha egy kihívás könnyű vagy nehéz, azt mondjuk, hogy alacsonyra, illetőleg magasra van állítva a léc.
Ha valami sikerül, azt mondjuk, hogy megugrotta a szintet; ha épp csak, azt sokszor mondjuk úgy, hogy rezgett a léc.

## Képgaléria

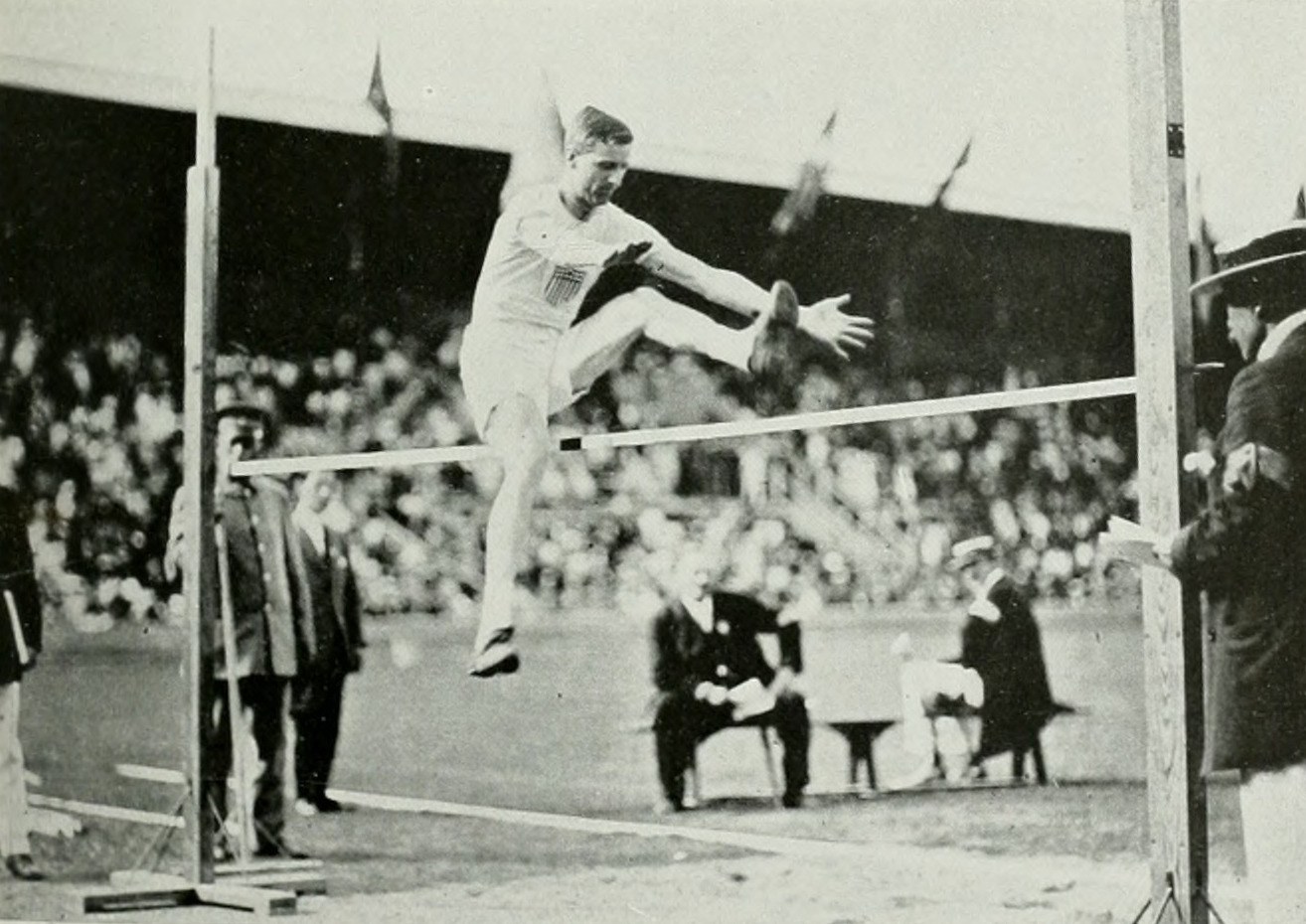
Platt Adams az 1912-es nyári olimpiai játékokon, a helyből magasugrás győztese, 1,63 m-rel
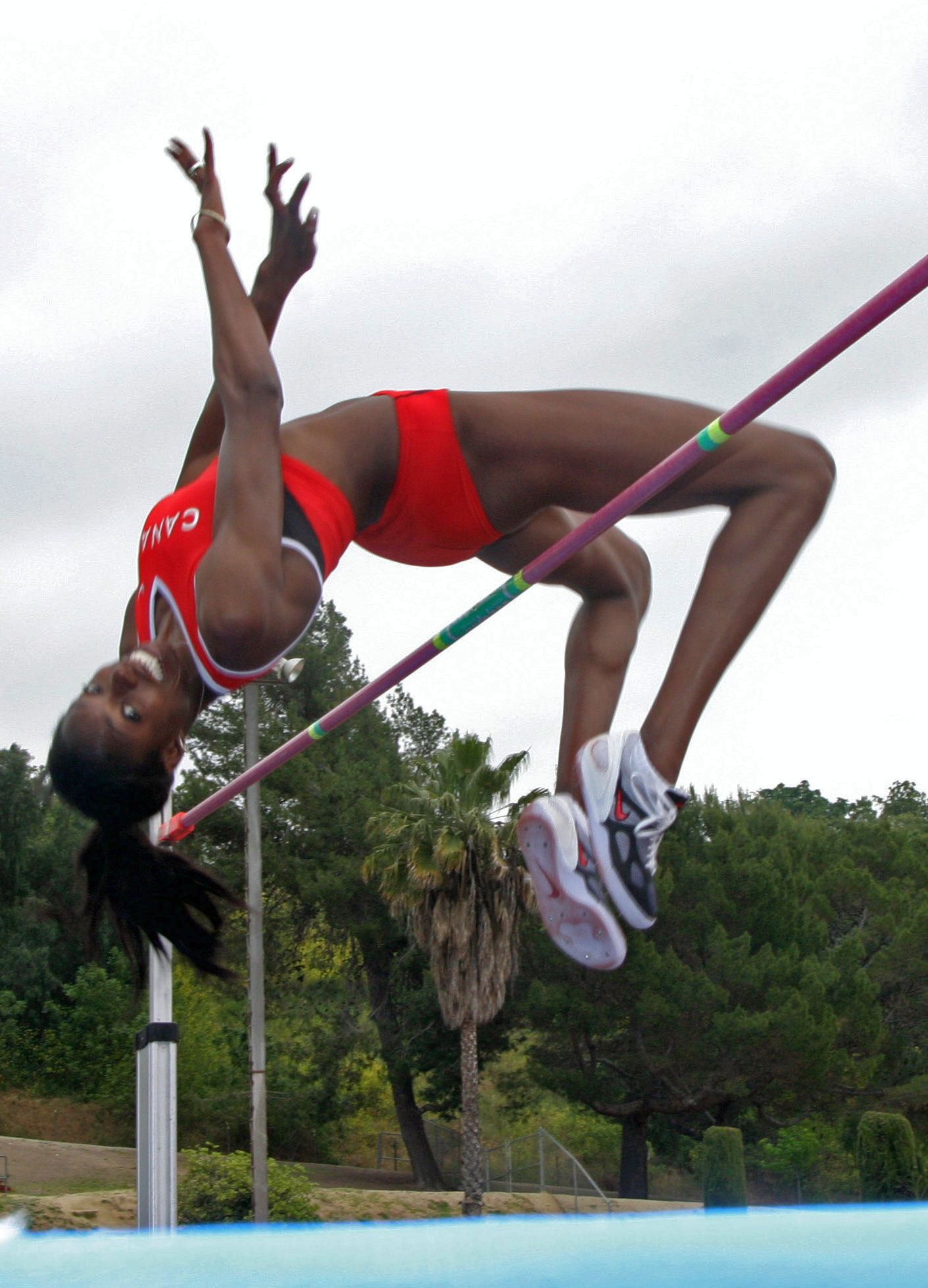
Nicole Forrester kanadai magasugró Fosbury-stílusú ugrása
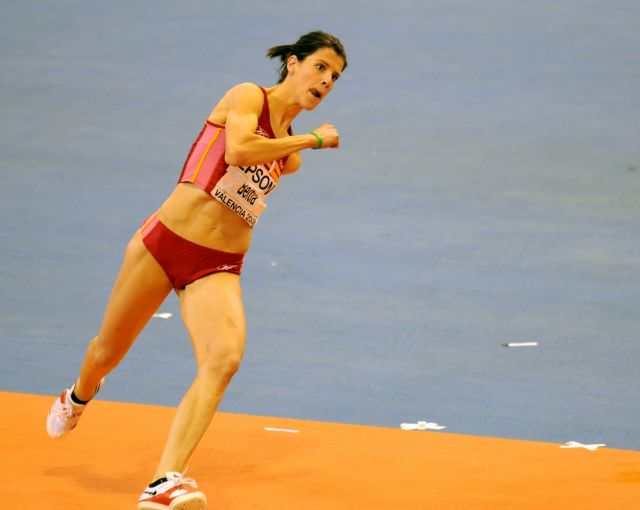
Ruth Beitia spanyol versenyző elugrás előtt